# Куц Ганна
Куц Га́нна — українська режисерка-мультиплікаторка та акторка.
Народилася 1971 р. 
Закінчила Львівську академію мистецтв (1997).
На телестудії «Око» створила стрічку «Призма 6+1» (1997, у співавт.), а потім — «360 б'ю» (1998, у співавт., сцен, і реж.).